# Młodołotysze
Młodołotysze (łot. jaunlatvieši) – łotewski ruch odrodzenia narodowego. Zapoczątkowany w latach 50. XIX wieku wśród tworzącej się inteligencji łotewskiej jako wyraz sprzeciwu wobec dominacji Niemców bałtyckich we wszystkich sferach życia na Łotwie, młodołotysze domagali się równouprawnienia ludności łotewskiej, działali na rzecz budzenia i krzewienia łotewskiej świadomości narodowej, propagowali idee narodowe. Zbierali łotewski folklor, tworzyli literaturę narodową, tłumaczyli dzieła obce na język łotewski, zabiegali o rozwój systemu kształcenia ludu przez rozbudowę sieci szkół i towarzystw rolniczych.
W latach 1862–1865 wydawali w Petersburgu tygodnik Pēterburgas Avīzes. Ruch młodołotyszy był organizacyjnie słaby, bez ustalonego kierownictwa, koncentrował się w kółkach i wokół redakcji czasopism. Możliwość uniezależnienia Łotyszy od niemieckiej dominacji gospodarczej i kulturowej widział we współpracy z władzami rosyjskimi i w kulturowym zbliżeniu z narodem rosyjskim.
W 1868 założone zostało Ryskie Towarzystwo Łotewskie, które stało się ośrodkiem 2. fazy ruchu, podczas której postulaty narodowe były formułowane w sposób bardziej radykalny. W latach 70. i 80. XIX wieku, gdy Łotysze zaczęli notować pewną poprawę swej pozycji społecznej, nazwa „jaunlatvieši” stopniowo wyszła z użycia. Młodołotysze położyli wielkie zasługi dla rozwoju łotewskiego języka, kultury i oświaty.
Do głównych przedstawicieli ruchu należeli: Krišjānis Valdemārs, Juris Alunāns, Kaspars Biezbārdis, Krišjānis Barons, Atis Kronvalds.